# Romance in E majeur
Romance in E majeur is een compositie van Eyvind Alnæs. Alnæs schreef veel bundeltjes met muziek voor piano, maar dit werkje ging als losstaand door het leven. Gezien de sfeertekening wordt het in E majeur geschreven werkje uitgevoerd in tempo andante in Andante con espressione.